# Gochnatia buchii
Gochnatia buchii là một loài thực vật có hoa trong họ Cúc. Loài này được (Urb.) J.Jiménez Alm. mô tả khoa học đầu tiên năm 1962.